# Xgrid
Xgrid est une API logicielle développée par la société Apple qui permet à un groupe d'ordinateurs en réseau d'effectuer du calcul distribué (Clustering).
Le but d'Xgrid est de permettre (aux scientifiques notamment) d'exploiter à bas prix des ressources de calcul inutilisées. Il fonctionne comme un planificateur de tâches, et répartit les tâches que chaque ordinateur disponible doit effectuer.
En intégrant Xgrid à Tiger (Mac OS X 10.4), Apple a accru son accessibilité; toutefois seul Mac OS X Server est livré avec une interface graphique de contrôle de Xgrid. Les versions non-serveurs doivent utiliser les programmes en ligne de commande xgridctl et xgrid.